# Акира Мияваки
Акира Мияваки (29 януари 1928 – 16 юли 2021 г.) е японски ботаник и еколог, с изследвания върху семената и естествените гори, с дългогодишен опит във възстановяването и залесяването на деградирани терени по целия свят.
Той е професор емеритус на Националния Университет в Йокохама и директор на Японския център за международни изследвания по екология от 1993 г. Носител е на наградата Блу Планет (Синя Планета) за 2006 г.

## Първи експерименти
Първите му полеви опити показват, че засадените гори, които по състав и структура за по-близки до това, което би съществувало без човешка намеса израстват бързо и показват отлична биологична устойчивост.
Постепенно Мияваки създава голяма семенна банка, повече от 10 милиона семена са идентифицирани и класифицирани според географския им произход и почва. Това са предимно остатъци от семената, събирани с поколения покрай храмове и гробища заради традицията Чунджу-но-мори (буквално „гората, където обитават духовете“, намесата в тези гори се смята за неблагоприятна). Такива места позволяват съхраняването на хиляди малки резервати от местни видове и родове дървета, останали от праисторическата гора.
Използвайки принципите на тази традиция, той предлага план за възстановяване на японските гори като мярка за защита на екологичната среда и водните ресурси от природни катаклизми. От начало неговите идеи не срещат положителен отговор, но все пак в началото на 70-те към него се обръща компанията Нипон Стийл Корпорейшън, които искали да залесят насипите покрай металургичните си заводи в Оита. След изсъхването на първоначално засадената по конвенционален начин зеленина те се заинтересуват от неговата работа и така му поверяват първата задача.
Мияваки определя потенциалните растителни видове, изучавайки две гробници в околността. Избира разнообразни видове и ги тества в субстрат за залесяване. След това прави разсадник, където подготвя младите фиданки от местни видове. Стоманодобивната компания е удовлетворена от резултатите и го ангажира с проекти за залесяването на районите около заводите в Нагоя, Сакаи, Камаиши, Футу, Хикари, Муроран и Явата. Впоследствие Мияваки и колегите му залесяват над 1300 терена с многоетажна защитна гора в цяла Япония на различни терени.
Методичната работа през 70-те и 80-те години дава основата за идеята му за „малката гора“, доразвита от индийския инженер Шубендху Шарма. При нея на малки градски терени се прави гъсто засаждане на многоетажни местни видове, връщайки обратно богатото местно биоразнообразие в градовете.